# Anita Márton
Anita Márton (Seghedino, 15 gennaio 1989) è una pesista e discobola ungherese.

## Palmarès
| Anno | Manifestazione    | Sede           | Evento           | Risultato | Prestazione | Note                                                       |
| ---- | ----------------- | -------------- | ---------------- | --------- | ----------- | ---------------------------------------------------------- |
| 2005 | Mondiali allievi  | Marrakech      | Getto del peso   | 11ª       | 12,79 m     |                                                            |
| 2005 | Mondiali allievi  | Marrakech      | Lancio del disco | 19ª (q)   | 40,04 m     |                                                            |
| 2006 | Mondiali juniores | Pechino        | Getto del peso   | 15ª (q)   | 14,87 m     |                                                            |
| 2006 | Mondiali juniores | Pechino        | Lancio del disco | 12ª       | 46,76 m     |                                                            |
| 2007 | Europei juniores  | Hengelo        | Getto del peso   | 7ª        | 15,07 m     |                                                            |
| 2007 | Europei juniores  | Hengelo        | Lancio del disco | 6ª        | 49,56 m     |                                                            |
| 2008 | Mondiali juniores | Bydgoszcz      | Getto del peso   | 7ª        | 15,88 m     |                                                            |
| 2008 | Mondiali juniores | Bydgoszcz      | Lancio del disco | 6ª        | 51,16 m     |                                                            |
| 2009 | Europei indoor    | Torino         | Getto del peso   | 13ª (q)   | 15,82 m     |                                                            |
| 2009 | Europei under 23  | Kaunas         | Getto del peso   | 5ª        | 17,20 m     |                                                            |
| 2009 | Europei under 23  | Kaunas         | Lancio del disco | 11ª       | 48,56 m     |                                                            |
| 2009 | Mondiali          | Berlino        | Getto del peso   | 23ª (q)   | 16,80 m     |                                                            |
| 2010 | Mondiali indoor   | Doha           | Getto del peso   | 16ª (q)   | 17,34 m     |                                                            |
| 2010 | Europei           | Barcellona     | Getto del peso   | 11ª       | 17,78 m     |                                                            |
| 2011 | Europei indoor    | Parigi         | Getto del peso   | 5ª        | 17,84 m     |                                                            |
| 2011 | Europei under 23  | Ostrava        | Getto del peso   | 5ª        | 17,09 m     |                                                            |
| 2011 | Europei under 23  | Ostrava        | Lancio del disco | Bronzo    | 54,14 m     |                                                            |
| 2011 | Universiadi       | Shenzhen       | Getto del peso   | 7ª        | 17,01 m     |                                                            |
| 2011 | Mondiali          | Taegu          | Getto del peso   | 20ª (q)   | 17,04 m     |                                                            |
| 2012 | Europei           | Helsinki       | Getto del peso   | 7ª        | 17,93 m     |                                                            |
| 2012 | Giochi olimpici   | Londra         | Getto del peso   | 22ª (q)   | 17,48 m     |                                                            |
| 2013 | Europei indoor    | Göteborg       | Getto del peso   | 12ª (q)   | 17,22 m     |                                                            |
| 2013 | Universiadi       | Kazan'         | Getto del peso   | 4ª        | 17,92 m     |                                                            |
| 2013 | Mondiali          | Mosca          | Getto del peso   | 20ª (q)   | 17,32 m     |                                                            |
| 2014 | Mondiali indoor   | Sopot          | Getto del peso   | 6ª        | 18,17 m     |                                                            |
| 2014 | Europei           | Zurigo         | Getto del peso   | Bronzo    | 19,04 m     | Record nazionale                                           |
| 2015 | Europei indoor    | Praga          | Getto del peso   | Oro       | 19,23 m     | Record nazionale                                           |
| 2015 | Mondiali          | Pechino        | Getto del peso   | 4ª        | 19,48 m     | Record nazionale                                           |
| 2016 | Mondiali indoor   | Portland       | Getto del peso   | Argento   | 19,33 m     | Record nazionale                                           |
| 2016 | Europei           | Amsterdam      | Getto del peso   | Argento   | 18,72 m     |                                                            |
| 2016 | Giochi olimpici   | Rio de Janeiro | Getto del peso   | Bronzo    | 19,87 m     | Record nazionale                                           |
| 2017 | Europei indoor    | Belgrado       | Getto del peso   | Oro       | 19,28 m     | Miglior prestazione mondiale stagionale                    |
| 2017 | Mondiali          | Londra         | Getto del peso   | Argento   | 19,49 m     |                                                            |
| 2017 | Mondiali          | Londra         | Lancio del disco | 24ª (q)   | 55,96 m     |                                                            |
| 2018 | Mondiali indoor   | Birmingham     | Getto del peso   | Oro       | 19,62 m     | Miglior prestazione mondiale stagionale · Record nazionale |
| 2019 | Europei indoor    | Glasgow        | Getto del peso   | Bronzo    | 19,00 m     | Miglior prestazione personale stagionale                   |
| 2019 | Mondiali          | Doha           | Getto del peso   | 5ª        | 18,86 m     |                                                            |
| 2021 | Giochi olimpici   | Tokyo          | Getto del peso   | 21ª (q)   | 17,59 m     | Miglior prestazione personale stagionale                   |
| 2023 | Europei indoor    | Istanbul       | Getto del peso   | 6ª        | 18,28 m     | Miglior prestazione personale stagionale                   |
| 2023 | Mondiali          | Budapest       | Getto del peso   | 20ª (q)   | 17,85 m     |                                                            |

## Campionati nazionali
- 9 titoli nazionali nel getto del peso (2006/2014)
- 7 titoli nazionali nel lancio del disco (2008/2014)
- 8 titoli nazionali indoor nel getto del peso (2006/2011, 2013/2014)
- 5 titoli nazionali invernali nel lancio del disco (2009/2010, 2012/2014)

## Altre competizioni internazionali
2014
- 9ª in Coppa Europa invernale di lanci ( Leiria), getto del peso - 16,96 m
- Bronzo al Doha Diamond League ( Doha), getto del peso - 18,32 m
- Bronzo al IAAF World Challenge Beijing ( Pechino), getto del peso - 18,27 m
- 9ª al Golden Gala ( Roma), getto del peso - 17,07 m
- Bronzo al Rabat Meeting International Mohammed VI ( Rabat), getto del peso - 18,11 m
- 6ª all'Adidas Grand Prix ( New York), getto del peso - 17,64 m
- 5ª agli Europei a squadre (First League) ( Tallinn), lancio del disco - 54,38 m
- Argento agli Europei a squadre (First League) ( Tallinn), getto del peso - 17,01 m
- 7ª al Athletissima ( Losanna), getto del peso - 18,10 m
- 5ª al British Athletics Grand Prix ( Birmingham), getto del peso - 18,01 m
- 6ª al Memorial Van Damme ( Bruxelles), getto del peso - 18,23 m

2015
- Argento in Coppa Europa invernale di lanci ( Leiria), getto del peso - 17,59 m